# Barrio Sáenz Peña (Santiago del Estero)
El Barrio Sáenz Peña es un barrio de la ciudad de Santiago del Estero (capital), Argentina.

## Toponimia
Homenaje al Dr. Roque Sáenz Peña que fue presidente argentino desde 1910 a 1914. A él se le debe la efectivización de la Ley Electoral de 1912. 

## Geografía
Sus límites son: Avda. Colón (S); calle Libertad; calle 12 de Octubre; Vías Ferrocarril General Manuel Belgrano; Avda. Aguirre (N); calle Islas Malvinas; calle Juan Milburg y calle Hermanos Wagner.
Tiene 30,75 ha y la población según el censo del 2001 es de 1794 habitantes.
El barrio Sáenz Peña, se caracteriza por su tranquilidad, seguridad, belleza, incomparable con otros lugares. Es ideal para la implementación de comercios, consencionarias, centros de salud.

## Jurisdicción
Corresponde a la Policía de la provincia comisaría seccional 4.º